# Guilherme (rosyjski piłkarz)
Guilherme Alvim Marinato (ros. Гилерме Алвим Маринато, ur. 12 grudnia 1985 w Cataguases) – rosyjski piłkarz pochodzenia brazylijskiego występujący na pozycji bramkarza w rosyjskim klubie Lokomotiw Moskwa. Wychowanek Paraná Soccer Technical Center. W swojej karierze grał również w Athletico Paranaense. Od 2016 jest reprezentantem Rosji. Członek Klubu Lwa Jaszyna.

## Kariera klubowa
Jako dziecko Guilherme grał w futsalu jako bramkarz.

### Atletico Paranaense
Karierę piłkarską Guilherme rozpoczął w klubie Paraná Soccer Technical Center. Następnie w 2005 został zawodnikiem Athletico Paranaense z miasta Kurytyba. W tym samym roku zadebiutował w jego barwach w Campeonato Paranaense, jednak na debiut w brazylijskiej Série A czekał do 2007, będąc przez ten czas rezerwowym golkiperem w klubie. Debiut w Série A zanotował 12 maja 2007 w wygranym 6:3 wyjazdowym spotkaniu z Figueirense. W Atlético rozegrał 18 spotkań ligowych.

### Lokomotiw Moskwa
W sierpniu 2007 Guilherme przeszedł z Athletico Paranaense do rosyjskiego Lokomotiwu Moskwa, stając się pierwszym brazylijskim bramkarzem w historii ligi rosyjskiej. W sezonie 2008 był rezerwowym bramkarzem dla Iwana Liewieńca oraz Marka Čecha i nie rozegrał żadnego spotkania. W Lokomotiwie po raz pierwszy wystąpił 12 lipca 2009 w zremisowanym 0:0 domowym spotkaniu z Tomem Tomsk. W maju zmieniono numer na koszulce z 85 na numer 1. W dniu 19 sierpnia 2010 zadebiutował w rozgrywkach Ligi Europy. W czasie przygotowań do rundy wiosennej w 2013, Guilherme został mianowany kapitanem drużyny. 28 lipca 2014 doznał poważnej kontuzji więzadeł krzyżowych, która wykluczyła go z gry na okres 6 miesięcy.

## Kariera reprezentacyjna
W dniu 11 marca 2016 został powołany do reprezentacji Rosji na mecze towarzyskie z Litwą i Francją. W rosyjskiej reprezentacji zadebiutował 26 marca 2016 w wygranym 3:0 sparingu z Litwą.

## Życie prywatne
W dniu 12 grudnia 2009 Guilherme wziął ślub z Rafaelą. Mają córkę o imieniu María Fernanda. Jego idolem jest brazylijski bramkarz Júlio César. 22 listopada 2015 otrzymał obywatelstwo rosyjskie.

## Sukcesy
Lokomotiw Moskwa
- Mistrzostwo Rosji: 2017/18
- Puchar Rosji: 2014/15, 2016/17, 2018/19, 2020/21
- Superpuchar Rosji: 2019